# Réserve naturelle régionale des prairies du val de Sambre
La réserve naturelle régionale des prairies du val de Sambre (RNR254) est une réserve naturelle régionale située dans la région Hauts-de-France. Classée en 2012, elle occupe une surface de 49,37 hectares et protège des prairies inondables de la vallée de la Sambre.

## Localisation

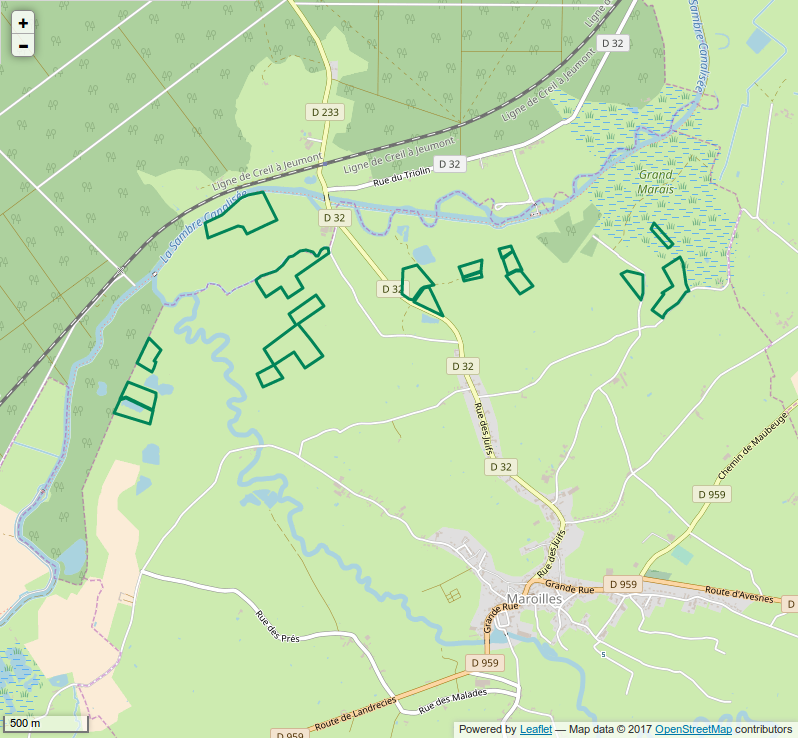
Périmètre de la réserve naturelle.

Le territoire de la réserve naturelle est dans le département du Nord, sur les communes de Locquignol et Maroilles dans l'Avesnois. Il se compose d'une dizaine de secteurs en rive droite de la Sambre.

## Écologie (biodiversité, intérêt écopaysager…)

### Flore
- Renoncule flammette, Ranunculus flammula L.

### Faune
Pie-grièches grise et écorcheur, Triton crêté, Leste verdoyant…

## Administration, plan de gestion, règlement
La réserve naturelle est gérée par le Conservatoire d'espaces naturels du Nord et du Pas-de-Calais.

### Outils et statut juridique
La réserve naturelle a été créée par une délibération du 15 octobre 2012.